# Comuna Boinița, Vidin
Obștina Boinița (comuna Boinița) este o unitate administrativă în regiunea Vidin din Bulgaria. Cuprinde un număr de 8 localități (sate). Reședința sa este satul Boinița.

## Sate componente
- Boinița
- Rabrovo
- Boriloveț
- Șișenți
- Periloveț
- Gradskovski Kolibi
- Halovski Kolibi (0 locuitori)
- Kaniț
- Șipikova Mahala

## Demografie
Componența etnică a comunei Boinița
     Bulgari (81,65%)
     Nicio identificare (18,34%)
     Altele (0%)
La recensământul din 2011, populația comunei Boinița era de 1.341 locuitori. Din punct de vedere etnic, majoritatea locuitorilor (81,65%) erau bulgari. Pentru 18,34% din locuitori nu este cunoscută apartenența etnică.